# Hästsele

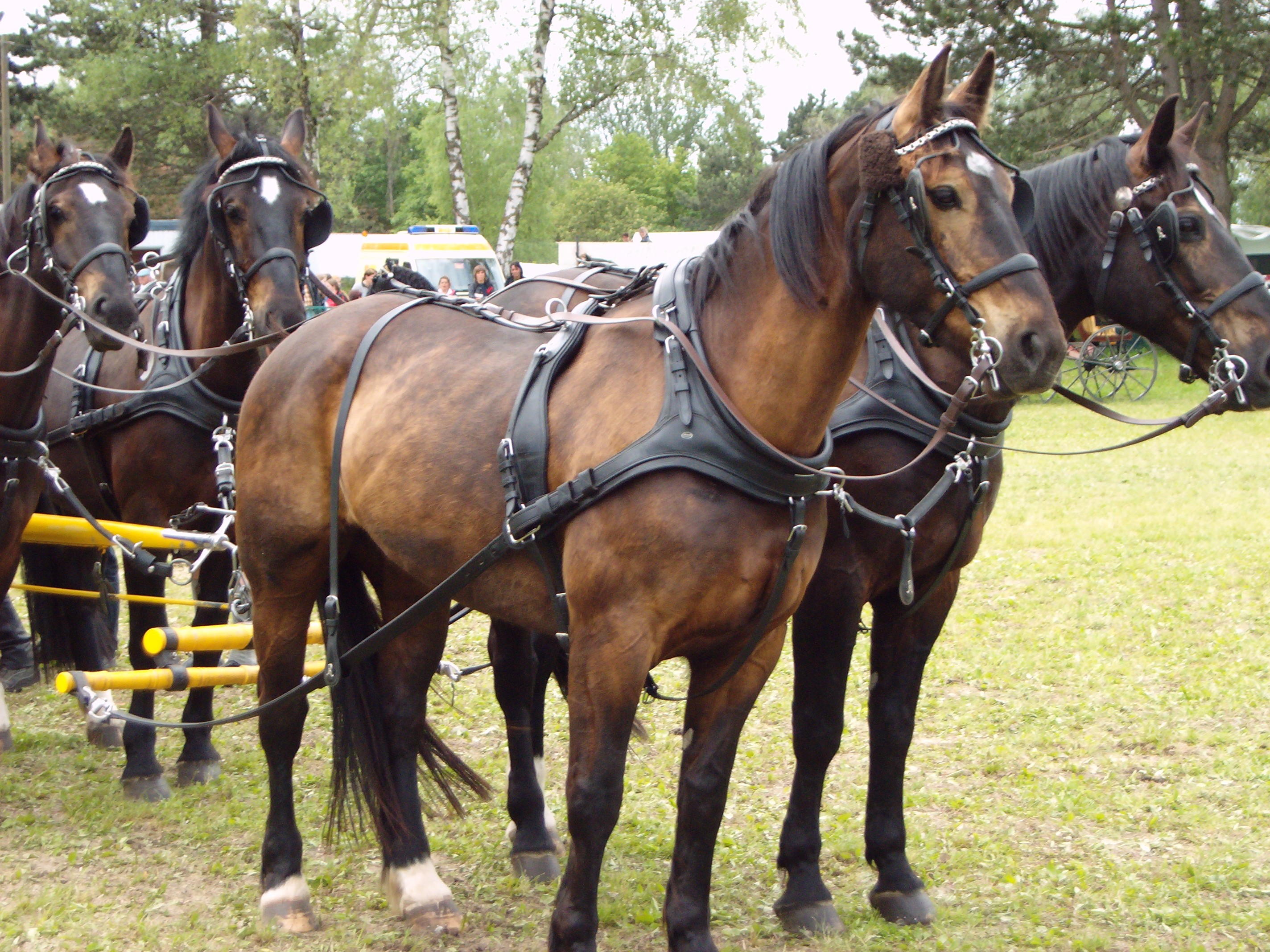
Exempel på sele som används vid tävlingskörning

Sele eller seldon är en gemensam benämning på remtyg med tillbehör som är avsedda för hästens användning som dragare. 
Hästselen förekommer av olika typer: bog- eller loksele och bröst- eller bringsele. Vid den förra överförs kraften genom två på bogbladens främre rand vilande sidostycken, lokor, vid den senare genom en över bringan liggande rem, bröstrem eller brösta. Kollerselen har en ringbossa med två lokor i stål, mässing eller stålförstärkt trä. Hästen drar med linor eller skaklar, medan fordonet styrs och hålls igen med skaklarna.